# گروه انور
گروه انور (انگلیسی: Anwar Group) شرکت خوشه‌ای بنگلادشی است، که در سال ۱۸۳۴ تأسیس شد.